# Poborcze
Poborcze – wieś w Polsce, w województwie wielkopolskim, w powiecie złotowskim, w gminie Zakrzewo.
Do 2023 miejscowość była częścią wsi Głomsk.
W latach 1975–1998 Poborcze administracyjnie należało do województwa pilskiego.